# Mandarine & Cow (bande dessinée)
Mandarine & Cow est une série de bande dessinée de Jacques Azam publiée aux éditions Milan (5 albums, 2004-2010) puis Bayard (3 albums, 2012-2013). Créée sous le nom Chico Mandarine, la série est adaptée en dessin animé en 2007 sous le titre Mandarine and Cow, ce qui conduit Milan à la renommer.

## Synopsis
Mandarine & Cow met en scène une famille qui n'a vraiment rien de commun : en effet, les Mandarine hébergent une vache de compagnie, une belle Charolaise, douée de parole et accro au jus d'orange. Le quotidien n'est jamais ennuyeux dans cette famille avec une mère, inventrice d'objets loufoques, qui rêve de Prix Nobel et transforme quotidiennement la maison en laboratoire d'expérimentation et un père qui brille surtout par son absence mais toujours présent par téléphone. Lulu, la sœur, est une véritable hystérique qui trouve que tout « est nul » tandis que Chico est, sans aucun doute, le seul membre à peu près normal de cette famille où l'harmonie est souvent difficile à trouver. Sa phrase fétiche est « Mon pote ».

## Personnages principaux
- Madame Mandarine (Sandra) : elle est inventrice au foyer et la mère de Chico et Lulu.
- Monsieur Mandarine (Gary) : absent, mais toujours présent au téléphone et le père de Chico et Lulu et le mari de Madame Mandarine.
- Lulu : la petite soeur de 5 ans ½ elle est hyper active, super excitée et une maniaque de l’aspirateur et de la wassingue.
- Chico : le garçon de 9 ans il est inactivif affirmé
- La vache (Cow) : est une Charolaise de compagnie anthropomorphe, douée de parole, et accro au jus d’orange.

## Albums

### Première série
- Chico Mandarine, Milan Éditions (coll. « Capsule cosmique » à partir du tome 2) :

1. Seul contre tous, 2004  (ISBN 2745915207)[1].
2. Si on rentrait à la maison ?, 2005  (ISBN 2745918222)[2].
3. Plouf !, 2006  (ISBN 9782745922281).

- Mandarine & Cow, Milan Éditions, coll. « Jeunesse » :

1. Belle comme le jour..., 2008 (ISBN 9782745931030).
2. Jus d'orange, 2010  (ISBN 9782745943026).

### Deuxième série
- Mandarine & Cow, Bayard, coll. « BD Kids » :

1. La Belle Affaire !, 2012  (ISBN 9782745957382).
2. Le Bouchon de 7 h 59, 2013  (ISBN 9782745957399).
3. Panique dans les prés, 2013  (ISBN 9782745957436).

## Adaptation
Chico Mandarine est adapté en série animée par Normaal. Les 78 épisodes sont diffusés à partir du 8 juillet 2007 sur France 3 sous le titre Mandarine & Cow. La bande dessinée prend alors également ce titre.
Une seconde saison de 78 épisodes produite entre 2010 et 2011 est diffusée, toujours sur France 3, à partir du 2 septembre 2012 dans l'émission Ludo.